# Jones, Isabela
Jones là một đô thị hạng 2 ở tỉnh Isabela, Philippines. Theo điều tra dân số năm 2007, đô thị này có dân số 41.237 người trong 8.171 hộ.

## Các đơn vị hành chính
Jones được chia ra 42 barangay.
| - Abulan - Addalam - Arubub - Bannawag - Bantay - Barangay I (Pob - Centro) - Barangay II - Barangcuag - Dalibubon - Daligan - Diarao - Dibuluan - Dicamay I - Dicamay II | - Dipangit - Disimpit - Divinan - Dumawing - Fugu - Lacab - Linamanan - Linomot - Malannit - Minuri - Namnama - Napaliong - Palagao - Papan Este | - Papan Weste - Payac - Pongpongan - San Antonio - San Isidro - San Jose - San Roque - San Sebastian - San Vicente - Santa Isabel - Santo Domingo - Tupax - Usol - Villa Bello |